# Mahnmal Aspangbahnhof

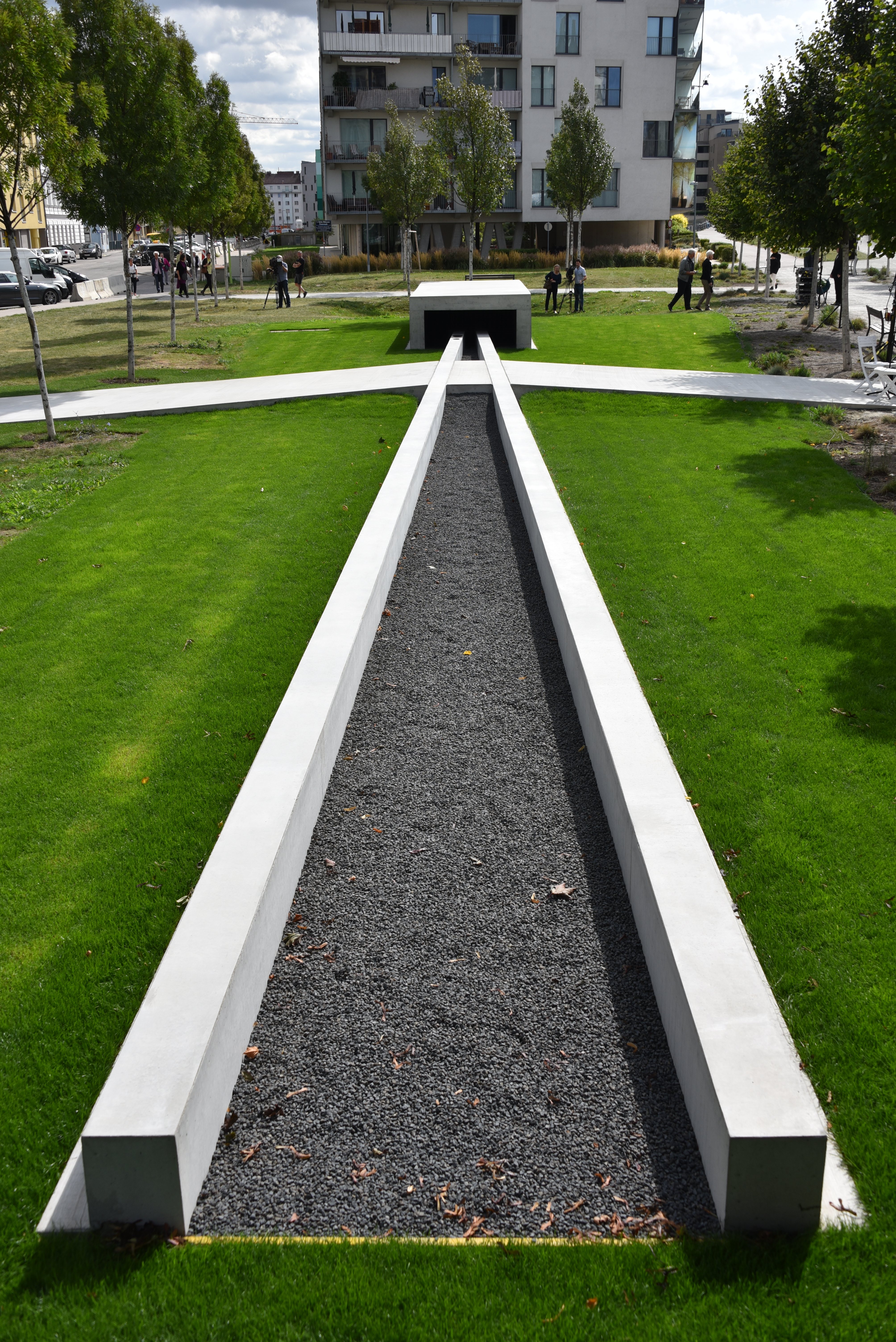
Mahnmal Aspangbahnhof

Das Mahnmal Aspangbahnhof an der Stelle des ehemaligen Aspangbahnhofes in Wien-Landstraße erinnert an die etwa 45.000 Menschen, die zwischen 1939 und 1942 von hier aus von den nationalsozialistischen Machthabern deportiert wurden. Es wurde vom Künstlerduo PRINZpod (Brigitte Prinzgau und Wolfgang Podgorschek) gestaltet und wurde im September 2017 eröffnet – also 75 Jahre nach den letzten Deportationen von diesem Bahnhof im Osten der Stadt. 

## Die Deportationen
Am 1. Februar 1941 gab der Wiener Gestapo-Chef Karl Ebner dem Amtsdirektor der Kultusgemeinde die ersten 13 Weisungen zur Deportation der jüdischen Bevölkerung Wiens bekannt. Von diesem Bahnhof aus wurden 47.035 Menschen in die Konzentrationslager und Vernichtungslager nach Osteuropa deportiert. Nur 1073 Menschen haben diese Todeszüge überlebt.
Der Großteil der insgesamt mehr als 66.000 österreichischen Shoah-Opfer wurde vor der Deportation zu vier NS-Sammellagern befohlen und von dort aus zugweise „in den Osten“ (meist das Synonym für Tod, Ermordung) geschickt. Die NS-Sammellager befanden sich in der Kleinen Sperlgasse 2a, Castellezgasse 35 und zwei Lager in der Malzgasse Nr. 7 und Nr. 16 in der Leopoldstadt. Von dort wurden je 1000 Menschen in Lastwagen mitten durch die Stadt dann zum Aspangbahnhof gebracht.
Ab 1943 wurden etwa 2000 weitere jüdische Wienerinnen und Wiener vom Nordbahnhof (Bf Praterstern) aus in die NS-Vernichtungslager deportiert.

## Inschriften
Farblich nicht abgesetzte und daher sehr unauffällige Inschriften direkt in dem Mahnmal lauten:
- "1073 Überlebende" (Am Beginn des linken Schienenstrangs)
- "47035 Deportierte" (Beim rechten Schienenstrang)

Auf dem Betonblock an der Stirnseite steht:
"Aspangbahnhof 47035 Deportierte, 47 Transporte 1939 und 1941/42, 1073 Überlebende"
Ergänzende Texte dazu stehen auf Tafeln direkt beim Mahnmal. Sie erklären die Bedeutung der kurzen Inschriften auf den beiden Schienensträngen und nennen neben den Tagen der Deportationszüge die Zahl der Opfer und den Zielort des jeweiligen Deportationszuges.
Eine Liste der Deportationszüge aus Wien zu den Konzentrations- und Vernichtungslagern, damals diffus als in den Osten umschrieben, mit Angaben zur Opferzahl:
1. Deportationszug am 20. Oktober 1939
2. Deportationszug am 26. Oktober 1939
3. Deportationszug am 15. Februar 1941
4. Deportationszug am 19. Februar 1941
5. Deportationszug am 26. Februar 1941
6. Deportationszug am 5. März 1941
7. Deportationszug am 12. März 1941
8. Deportationszug am 15. Oktober 1941
9. Deportationszug am 19. Oktober 1941
10. Deportationszug am 23. Oktober 1941
11. Deportationszug am 28. Oktober 1941
12. Deportationszug am 2. November 1941
13. Deportationszug am 23. November 1941
14. Deportationszug am 28. November 1941
15. Deportationszug am 3. Dezember 1941
16. Deportationszug am 11. Januar 1942
17. Deportationszug am 26. Januar 1942
18. Deportationszug am 6. Februar 1942
19. Deportationszug am 9. April 1942
20. Deportationszug am 27. April 1942
21. Deportationszug am 6. Mai 1942
22. Deportationszug am 12. Mai 1942
23. Deportationszug am 15. Mai 1942
24. Deportationszug am 20. Mai 1942
25. Deportationszug am 27. Mai 1942
26. Deportationszug am 2. Juni 1942
27. Deportationszug am 5. Juni 1942
28. Deportationszug am 9. Juni 1942
29. Deportationszug am 14. Juni 1942
30. Deportationszug am 20. Juni 1942
31. Deportationszug am 28. Juni 1942
32. Deportationszug am 10. Juli 1942
33. Deportationszug am 14. Juli 1942
34. Deportationszug am 17. Juli 1942
35. Deportationszug am 22. Juli 1942
36. Deportationszug am 28. Juli 1942
37. Deportationszug am 13. August 1942
38. Deportationszug am 17. August 1942
39. Deportationszug am 20. August 1942
40. Deportationszug am 27. August 1942
41. Deportationszug am 31. August 1942
42. Deportationszug am 10. September 1942
43. Deportationszug am 14. September 1942
44. Deportationszug am 24. September 1942
45. Deportationszug am 1. Oktober 1942
46. Deportationszug am 5. Oktober 1942
47. Deportationszug am 9. Oktober 1942

(Jeder dieser Züge wurde mit etwa 1000 Häftlingen „befüllt“. Die exakte Zahlenangabe befindet sich auf einer Tafel am Mahnort. Eine einzige Ausnahme war der 46. Zug am 5. Oktober 1942 in das Vernichtungslager Maly Trostinez, in dem es an diesem Tag nach den Täterangaben 544 Häftlinge gab. Mit dem 44., 45. und 46. Zug wurden jeweils etwa 1300 Wienerinnen und Wiener aus der Stadt deportiert.)
Die Angaben in der Tabelle folgen: Jonny Moser: „Österreich“, in: Wolfgang Benz (Hrsg.): Dimension des Völkermords. Die Zahl der jüdischen Opfer des Nationalsozialismus. München 1991, S. 72–92.

## Entwurf, Finanzierung
Das Mahnmal wurde nach einer Ausschreibung im Frühjahr 2016 durch "Kunst im öffentlichen Raum Wien" vom Künstler-Duo PRINZpod entworfen. Die Stadt Wien finanzierte mit rund 330.000 Euro die Errichtung des Denkmals.

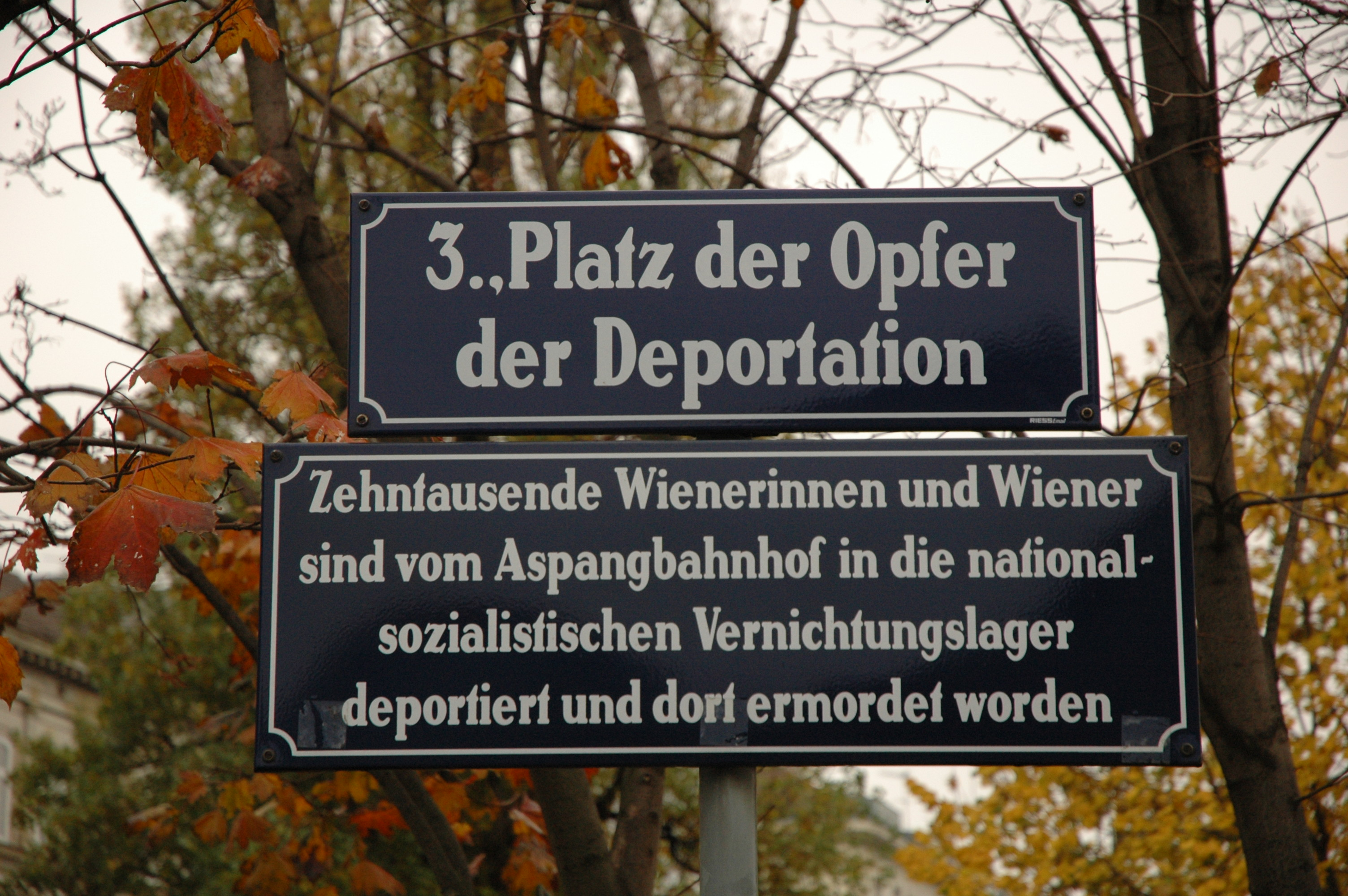
Straßenschild Platz der Opfer der Deportation im 3. Wiener Bezirk

## Lage
Es befindet sich im Leon-Zelman-Park im Straßendreieck aus Aspangstraße (auf Höhe von Haus-Nr. 29–33) und Adolf-Blamauer-Gasse. Vom Bahnhof selbst sind keine Spuren mehr erkennbar. Der aufgeweitete Straßenraum der Aspangstraße, nördlich angrenzend, trägt erst seit 1995 den Namen Platz der Opfer der Deportation.

## Gedenken
Seit dem 9. November 1994, dem 56. Jahrestag der nationalsozialistischen Novemberpogrome 1938, veranstaltet hier jährlich die "Initiative Aspangbahnhof" eine Mahnwache und Kundgebung im Gedenken an die Opfer des Nationalsozialismus.